# Magic Christian Music
Albums de Badfinger
Maybe Tomorrow
(1969) No Dice
(1970)
Singles
1. Come and Get It
Sortie : 5 décembre 1969

Magic Christian Music est le deuxième album du groupe britannique de rock Badfinger. Il est sorti en 1970 sur le label Apple Records.
Il reprend sept des douze chansons de leur premier album, Maybe Tomorrow, paru l'année précédente sous le nom des Iveys. Parmi les sept autres chansons, trois sont produites par Paul McCartney et apparaissent dans la bande originale du film The Magic Christian, dont le single Come and Get It.

## Fiche technique

### Chansons
| 1. | Come and Get It    | Paul McCartney                    | 2:21 |
| 2. | Crimson Ship       | Pete Ham, Tom Evans, Mike Gibbins | 3:42 |
| 3. | Dear Angie         | Ron Griffiths                     | 2:39 |
| 4. | Fisherman          | Tom Evans                         | 2:24 |
| 5. | Midnight Sun       | Pete Ham                          | 2:46 |
| 6. | Beautiful and Blue | Tom Evans                         | 2:40 |
| 7. | Rock of All Ages   | Pete Ham, Tom Evans, Mike Gibbins | 3:16 |

| 8.  | Carry On Till Tomorrow | Pete Ham, Tom Evans                              | 4:47 |
| 9.  | I'm in Love            | Pete Ham                                         | 2:26 |
| 10. | Walk Out in the Rain   | Pete Ham                                         | 3:27 |
| 11. | Angelique              | Tom Evans                                        | 2:28 |
| 12. | Knocking Down Our Home | Pete Ham                                         | 3:40 |
| 13. | Give It a Try          | Pete Ham, Tom Evans, Mike Gibbins, Ron Griffiths | 2:31 |
| 14. | Maybe Tomorrow         | Tom Evans                                        | 2:51 |

### Musiciens

#### Badfinger
- Pete Ham : chant, chœurs, guitare solo, guitare rythmique, claviers
- Tom Evans : chant, chœurs, guitare rythmique, basse
- Ron Griffiths : basse, chant, chœurs
- Mike Gibbins : batterie, chant, chœurs

#### Musiciens supplémentaires
- Bill Collins : piano sur Knocking Down Our Home
- Nicky Hopkins : piano sur See-Saw Granpa
- Paul McCartney : piano on Rock of All Ages, percussions sur Come and Get It

### Équipe technique
- Mal Evans : production (pistes 4-6, 10, 12)
- Paul McCartney : production (pistes 1, 7, 8)
- Tony Visconti : production (pistes 2, 3, 9, 11, 13, 14)

### Classements et certifications
| Pays (classement)          | Meilleure position |
| -------------------------- | ------------------ |
| États-Unis (Billboard 200) | 55                 |